# San Juan Bautista (Tozalmoro)

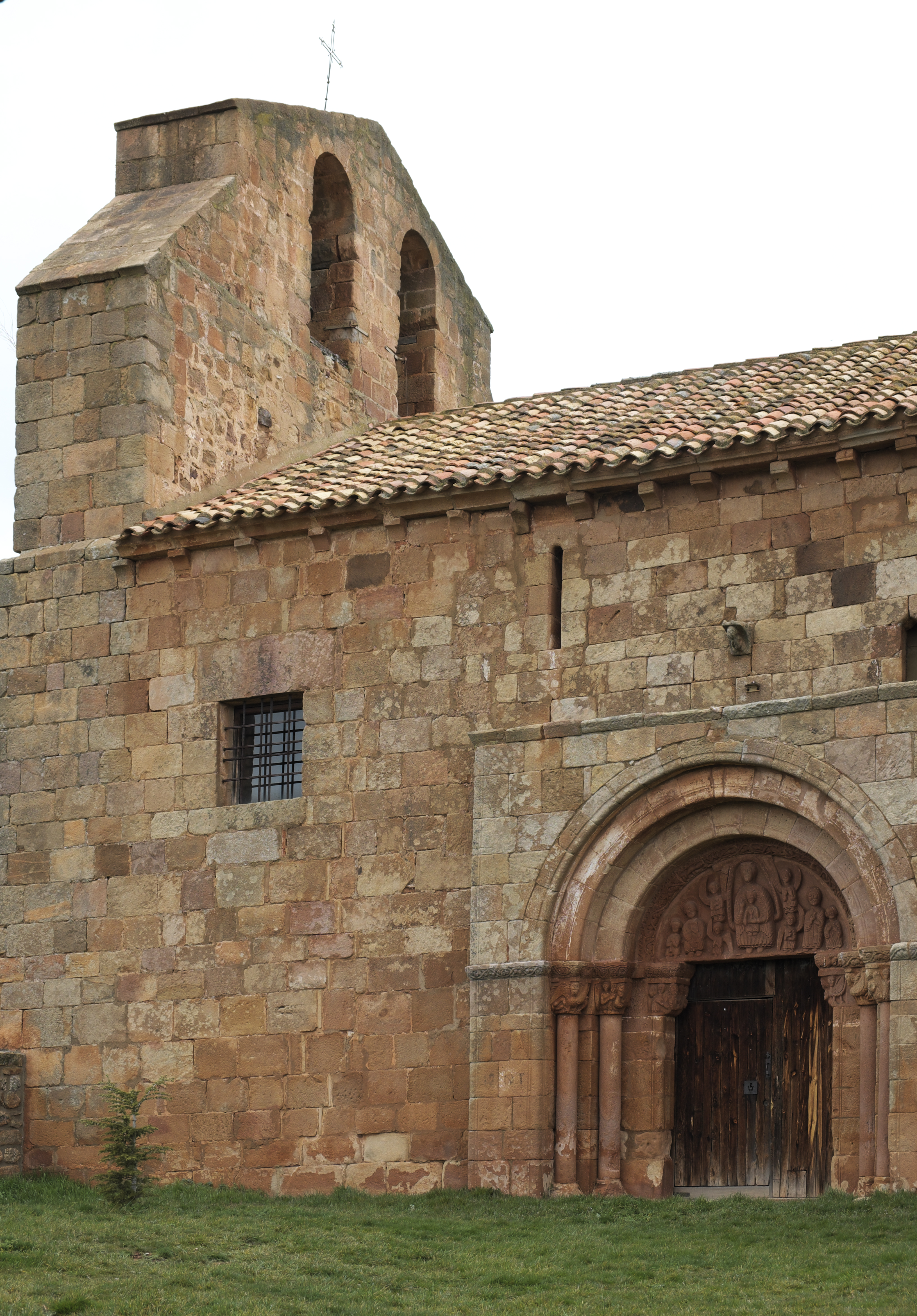
Ansicht von Süden

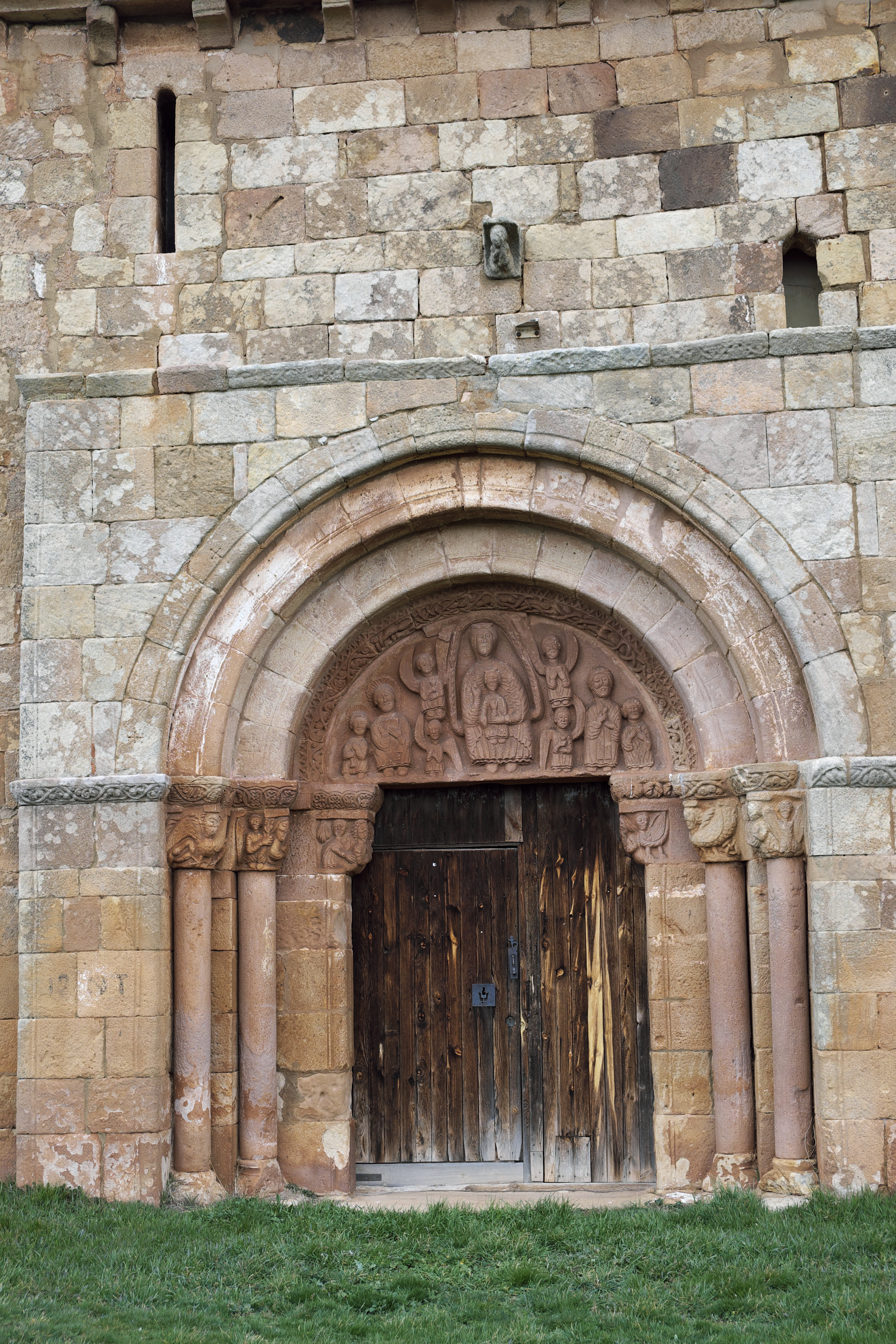
Südportal

Die Kirche San Juan Bautista in Tozalmoro, einem Ortsteil von Arancón, gehört zu den romanischen Kirchen in der näheren Umgebung von Soria, der Hauptstadt der gleichnamigen Provinz in der spanischen Autonomen Region Kastilien-León. Die Johannes dem Täufer geweihte Kirche ist noch von der Mauer des ursprünglichen Kirchhofes umfriedet. Das Südportal besitzt ein außergewöhnliches Tympanon.

## Architektur
Die Kirche ist aus regelmäßig behauenen Sandsteinquadern errichtet. Über der Westfassade erhebt sich ein zweigeteilter Glockengiebel (espadaña). An das einschiffige Langhaus schließt sich im Osten ein rechteckiger Chor mit einer halbrunden Apsis an. Die Kirche besitzt zwei Portale, die sich an den Längsseiten des Schiffes befinden.

### Chorhaupt
Zwei Halbsäulen gliedern die Apsis in drei Mauerabschnitte, die jeweils von einem Rundbogenfenster durchbrochen sind. Diese bestehen wie das Fenster des südlichen Chorhauses aus schießschartenartigen Öffnungen, die von zwei mit Kapitellen verzierten Säulen gerahmt werden. Auf den Kapitellen der Halbsäulen sind einzelne Personen mit gefalteten Händen dargestellt, teilweise Paare mit ineinander verschränkten Armen.
Unter dem Dachansatz des Chorhauptes verläuft ein mit einem Schachbrettfries verziertes Gesims, das auf Kragsteinen mit einfallsreichen Tier- und Menschendarstellungen aufliegt. Es sind Fabelwesen wie Basilisken, Harpyien und Sirenen mit zwei Schwänzen neben Schlangen, Vierbeinern und einem musizierenden Gaukler zu erkennen, ebenso ein Engel, obszöne Szenen (vgl. Sheela-na-Gig) sowie geometrische und pflanzliche Motive.

### Südportal
Das leicht aus der umgebenden Mauerflucht hervortretende Rundbogenportal an der Südseite des Langhauses ist der Haupteingang der Kirche. Es besteht aus drei Archivolten, die beiden inneren ruhen auf schlanken mit Kapitellen besetzten Säulen. Auf den beiden linken Kapitellen werden Harpyien und ein Engel dargestellt, auf den beiden rechten sind ebenfalls ein vogelartiges Wesen mit einem Frauenkopf sowie drei Figuren neben einem Engel zu sehen.
Besondere Aufmerksamkeit verdient das Tympanon, in dessen Mitte Maria mit dem Jesuskind auf dem Arm umgeben von einer Mandorla thront. Zu ihrer Rechten und Linken sind je zwei Engel und zwei weitere Personen dargestellt, die als Priester und Akolythen gedeutet werden. Umrahmt wird das Tympanon von einem Fries aus ineinander verschlungenen Linien, in denen Schlangen zum Vorschein kommen. Die beiden Kämpfer (mochetas), auf denen das Tympanon aufliegt, sind links mit drei Figuren, die ein Engel begleitet, und rechts mit einem bärtigen Kopf neben einer weiblichen Figur und einer Harpyie skulptiert. In technischer Hinsicht (z. B. Plastizität der Reliefs) ist das Tympanon durchaus auf der Höhe der Zeit (Ende 12. Jahrhundert); in Bezug auf die (nahezu primitive) Gestaltung der Figuren muss man eher an einen unerfahrenen lokalen Steinmetz denken.

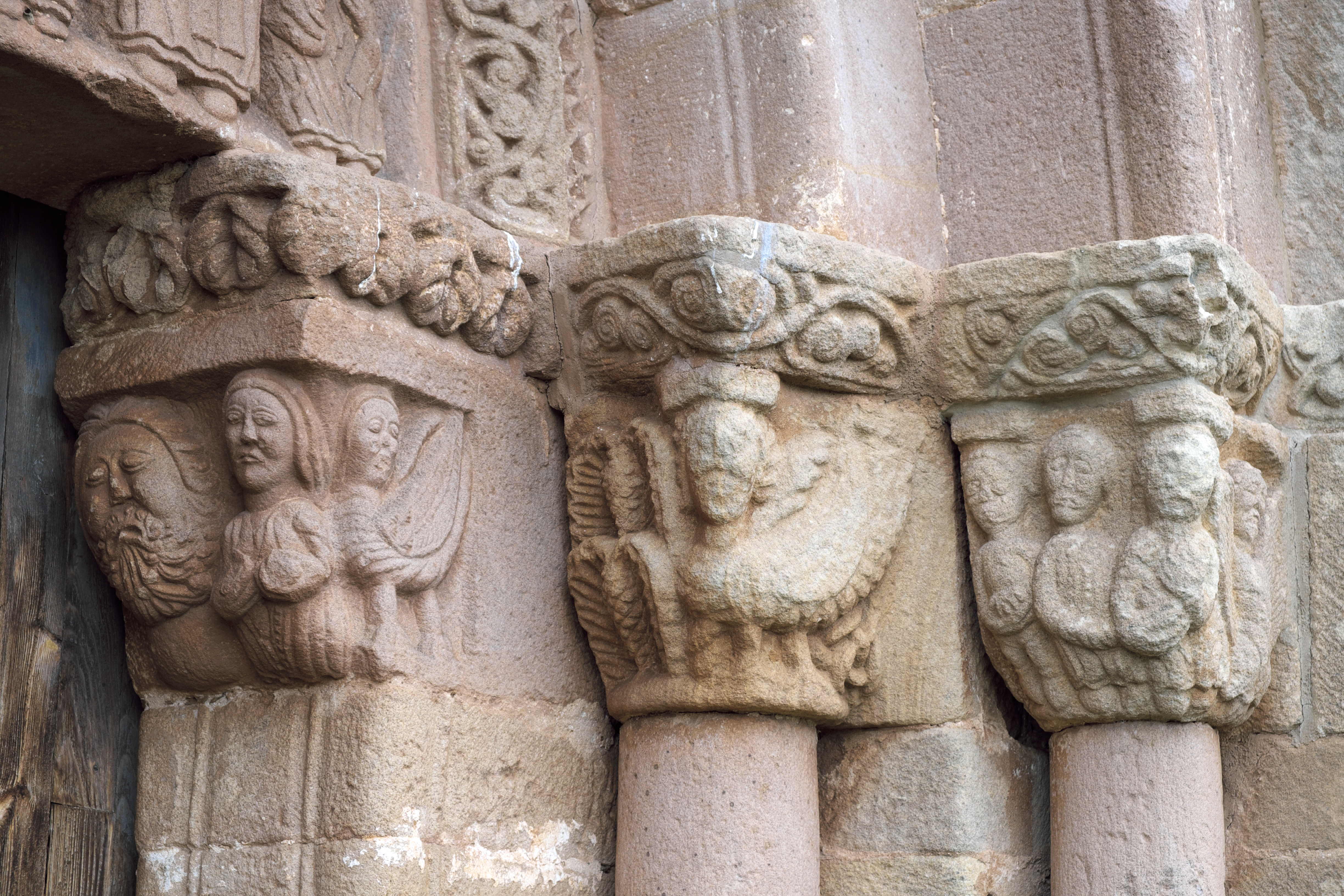
Kämpfer und Kapitelle
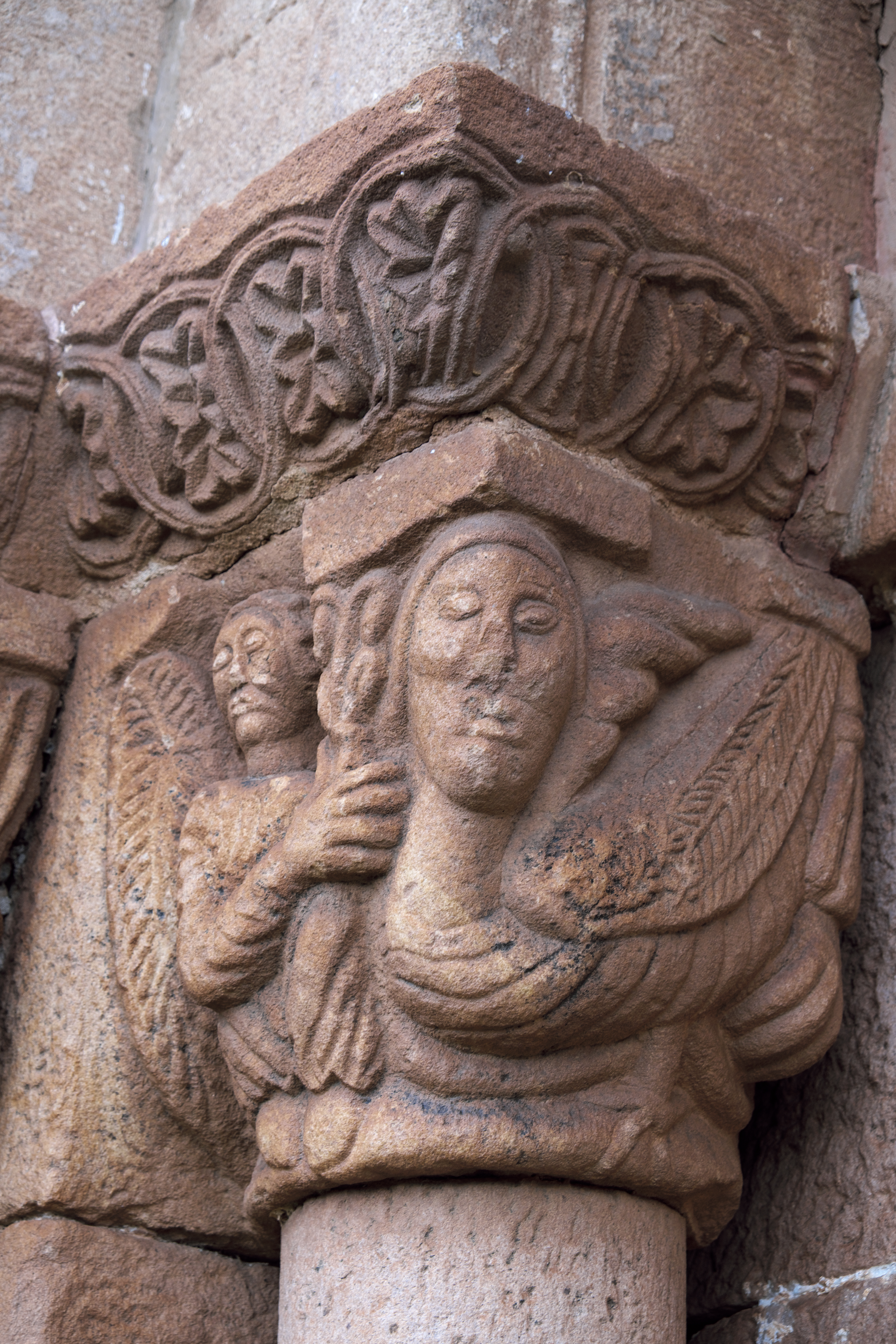
Kapitell
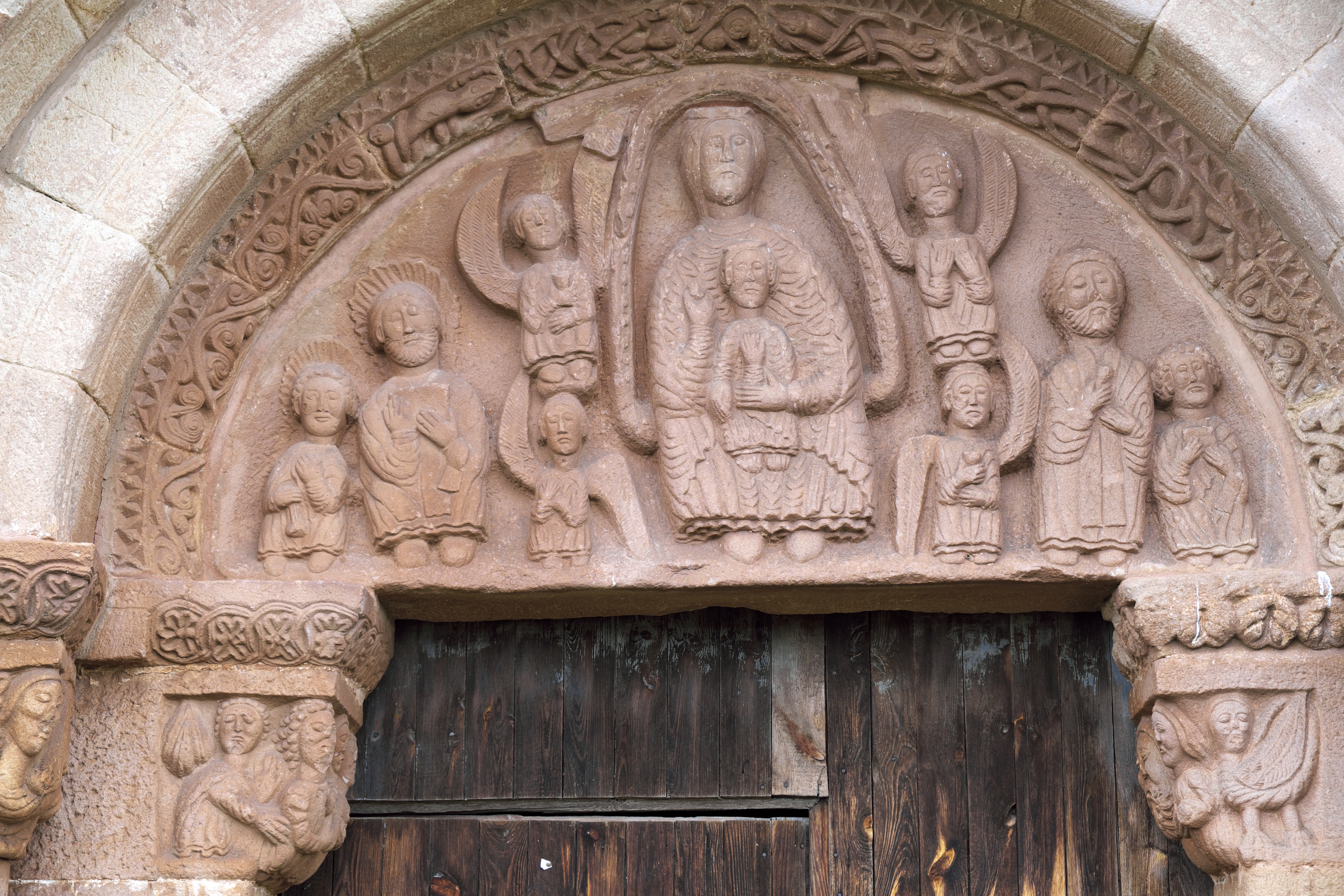
Tympanon
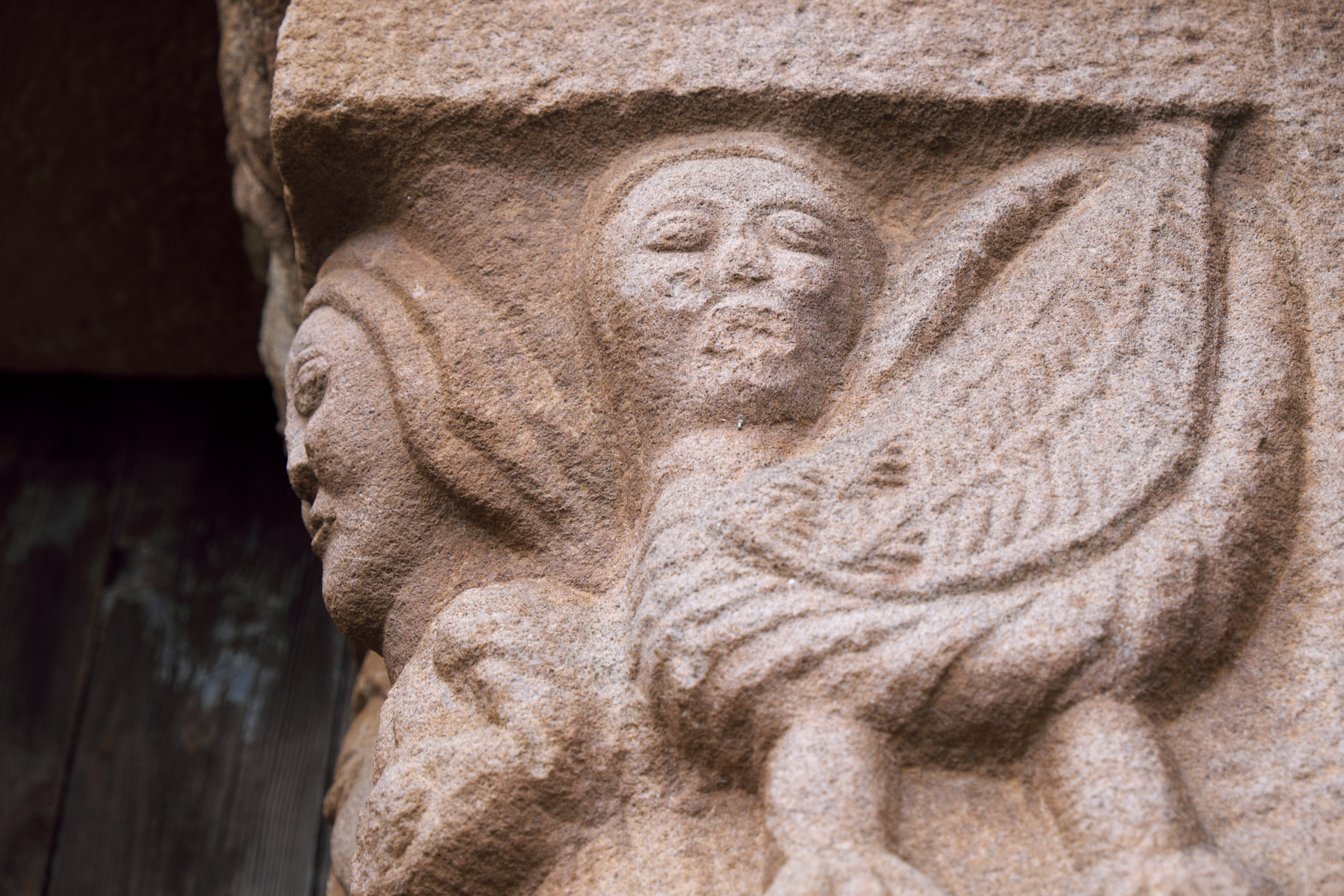
Kämpfer

Die beiden stark verwitterten Kragsteine über dem Portal dienten vermutlich ursprünglich dazu, ein heute nicht mehr erhaltenes Vordach zu tragen.

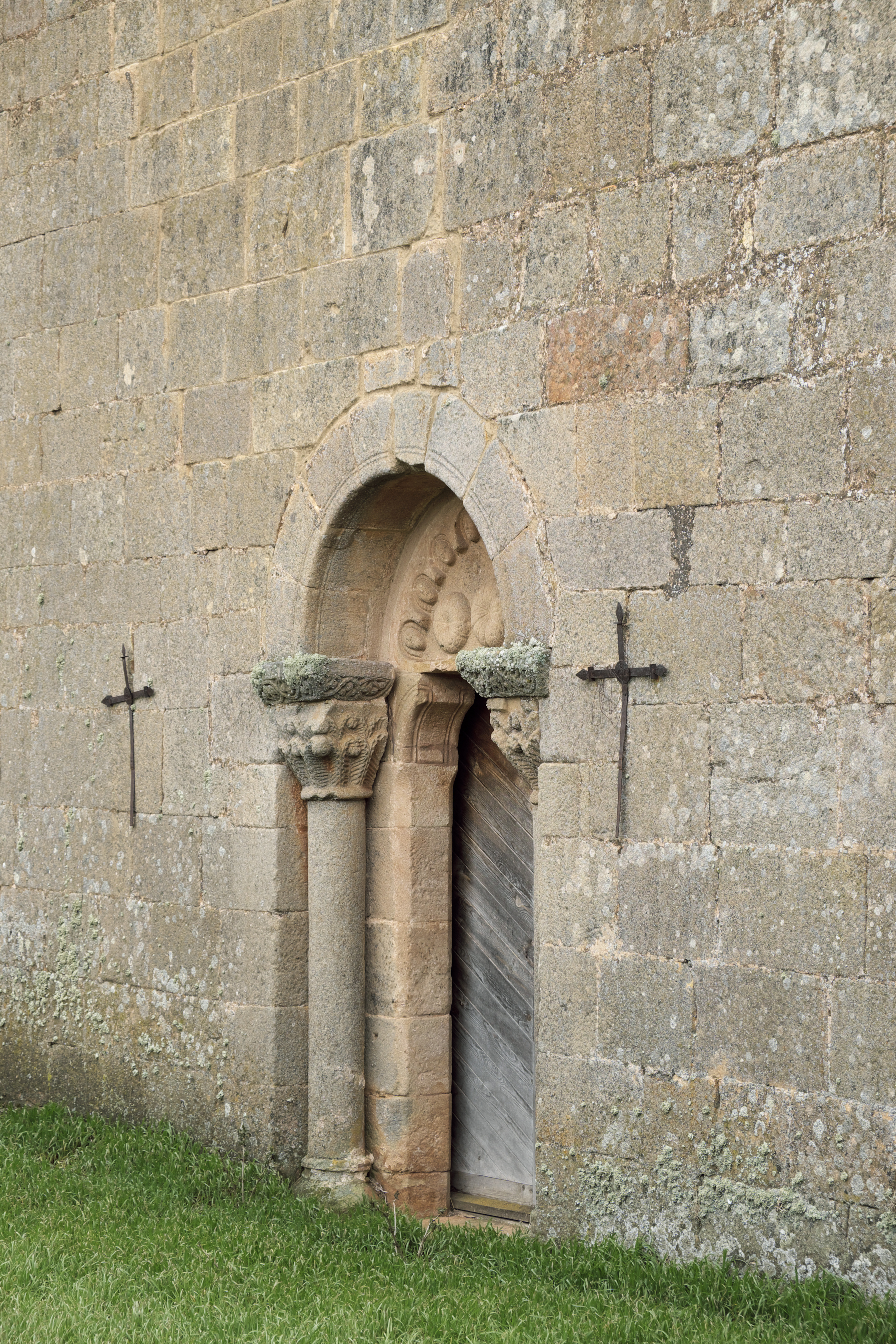
Nordportal

### Nordportal
Das in die Mauerflucht versenkte Portal der Nordseite besitzt nur eine Archivolte. Die Kapitelle der beiden Säulen sind mit Pflanzendekor verziert. Das Tympanon ist mit Blütenknospen besetzt, den oberen Abschluss bilden in einem Halbkreis angeordnete Arkaden mit acht kleinen menschlichen Köpfen.

## Ausstattung
Von der romanischen Ausstattung sind der Altar und das Taufbecken erhalten.